# Смолёвка точечная
Смолёвка точечная (лат. Pissodes casteneus) — вид, относящийся к роду смолевок из семейства долгоносиков.
Переднеспинка с острыми углами и двувыемчатым основанием; точки бороздок на надкрыльях равномерно мелкие; длина тела 5—7 мм. Половой диморфизм выражен слабо, самки чаще крупнее самцов.
Личинки развиваются на стволах молодых деревьев сосны, преимущественно на молодых или ослабленных деревьях; жуки в процессе питания прокалывают кору, на месте укола остаётся блестящая точка застывшей смолы (отсюда русское название жука).

Распространена повсеместно в Европе, Сибири, Северной Африке, завезена на Мадейру.
- Самец - слева, самка - справа